# Nicodamidae
Nicodamidae es una familia de arañas con 29 especies en nueve géneros.
Son de pequeño y mediano tamaño de las arañas que se encuentran en las redes de hojas pequeñas cercanas al suelo en bosques de eucaliptos. En la mayoría de los casos, el cefalotórax y las patas son de manera uniforme rojo y de abdomen negro, por lo que estas especies se denominan, a veces, arañas roja y negra.

## Distribución
Las especies de esta familia sólo están presentes en Nueva Zelanda y la región de Australia.

## Familias
- Ambicodamus Harvey, 1995
- Dimidamus Harvey, 1995
- Durodamus Harvey, 1995
- Forstertyna Harvey, 1995
- Litodamus Harvey, 1995
- Megadictyna Dahl, 1906
- Nicodamus Simon, 1887
- Novodamus Harvey, 1995
- Oncodamus Harvey, 1995

## Fuente
- Harvey, M.S. (1995). The systematics of the spider family Nicodamidae (Araneae: Amaurobioidea). Invertebrate Taxonomy 9(2):279-386